# Direction interrégionale des services pénitentiaires de Toulouse
La direction interrégionale des services pénitentiaires de Toulouse est le service déconcentré de l'administration pénitentiaire française chargé de coordonner l'activité des établissements pénitentiaires et des services pénitentiaires d'insertion et de probation sur le territoire de la région Occitanie. Elle est l'une des dix directions interrégionales des services pénitentiaires présentes sur le territoire métropolitain et ultramarin.

## Organisation
Les locaux du siège de la direction interrégionale des services pénitentiaires de Toulouse sont situés au 2 boulevard Armand Duportal à Toulouse (Haute-Garonne).
Le directeur interrégional des services pénitentiaires de Toulouse est Stéphane Gély (nommée le 16 janvier 2019).

## Ressort

### Établissements pénitentiaires
La direction interrégionale des services pénitentiaires est compétente pour coordonner l'activité des quinze établissements pénitentiaires situés dans son ressort :

#### Maisons d'arrêt
- Maison d'arrêt d'Albi
- Maison d'arrêt de Carcassonne
- Maison d'arrêt de Foix
- Maison d'arrêt de Mende
- Maison d'arrêt de Montauban
- Maison d'arrêt de Nîmes
- Maison d’arrêt de Rodez
- Maison d'arrêt de Tarbes

#### Centres de détention
- Centre de détention de Muret
- Centre de détention de Saint-Sulpice-la-Pointe

#### Centres pénitentiaire
- Centre pénitentiaire de Béziers
- Centre pénitentiaire de Lannemezan
- Centre pénitentiaire de Perpignan
- Centre pénitentiaire de Toulouse-Seysses
- Centre pénitentiaire de Villeneuve-les-Maguelone

#### Établissements pénitentiaires spécialisés pour mineurs
- Établissement pénitentiaire spécialisé pour mineurs de Lavaur

### Services pénitentiaires d'insertion et de probation

#### Sièges
La direction interrégionale des services pénitentiaires de Toulouse est compétente pour coordonner l'activité de ses treize services pénitentiaires d'insertion et de probation dont les sièges départementaux sont situés à Albi, Auch, Cahors, Carcassonne, Foix, Montauban, Montpellier, Mende, Nîmes, Perpignan, Rodez, Tarbes, Toulouse.

#### Antennes ou résidences administratives
La direction interrégionale des services pénitentiaires de Toulouse est également compétente pour coordonner l'activité des antennes ou résidences administratives des services pénitentiaires d'insertion et de probation situées à Albi, Alès, Béziers, Carcassonne, Castres, Lannemezan, Montpellier-Villeneuve-les-Maguelone, Muret, Narbonne, Saint-Gaudens, Saint-Sulpice-la-Pointe, Tarbes, Toulouse.